# Yukarıçamlı, Bigadiç
Yukarıçamlı là một xã thuộc huyện Bigadiç, tỉnh Balıkesir, Thổ Nhĩ Kỳ. Dân số thời điểm năm 2010 là 59 người.